# Prespapier

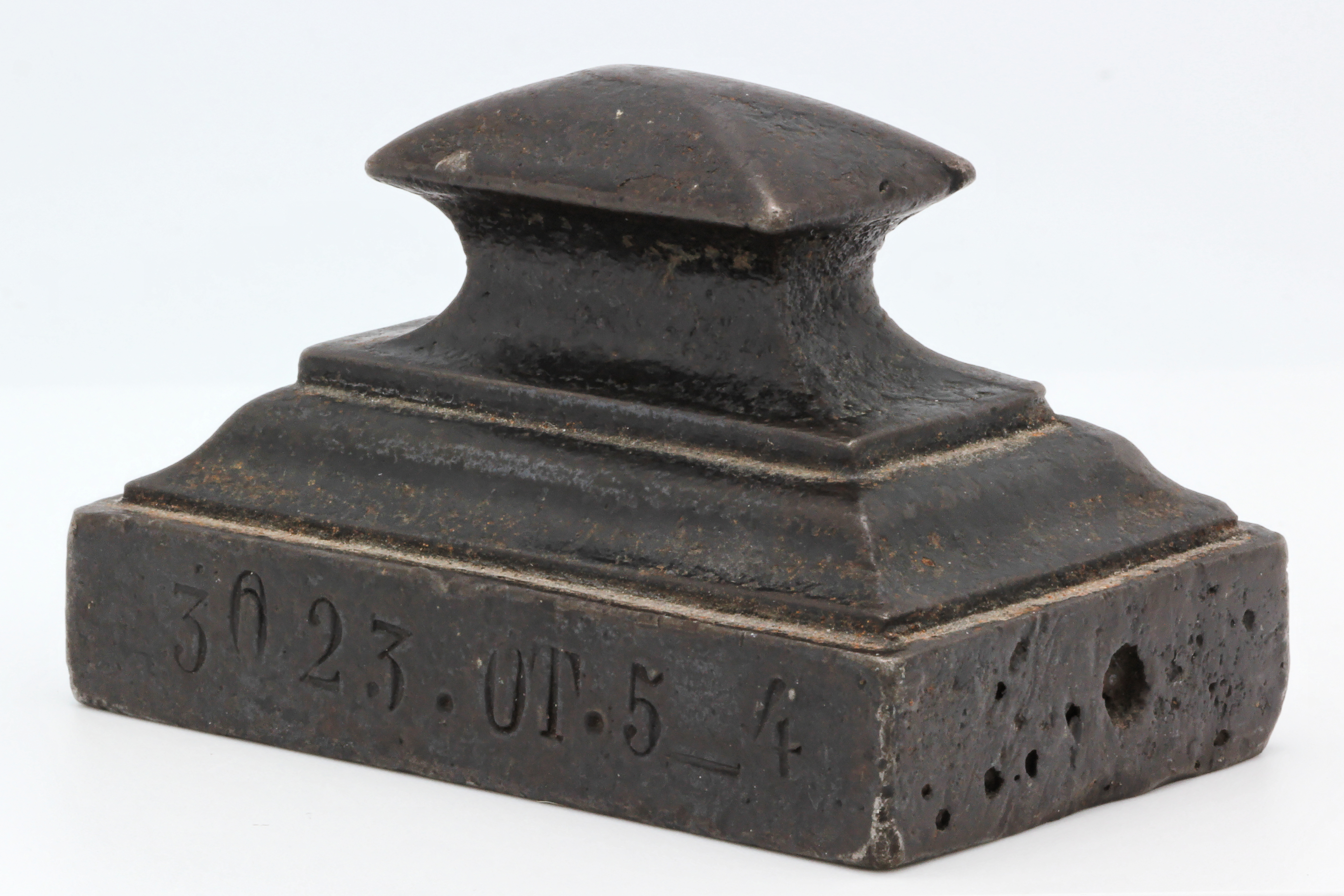
Prespapier din fontă

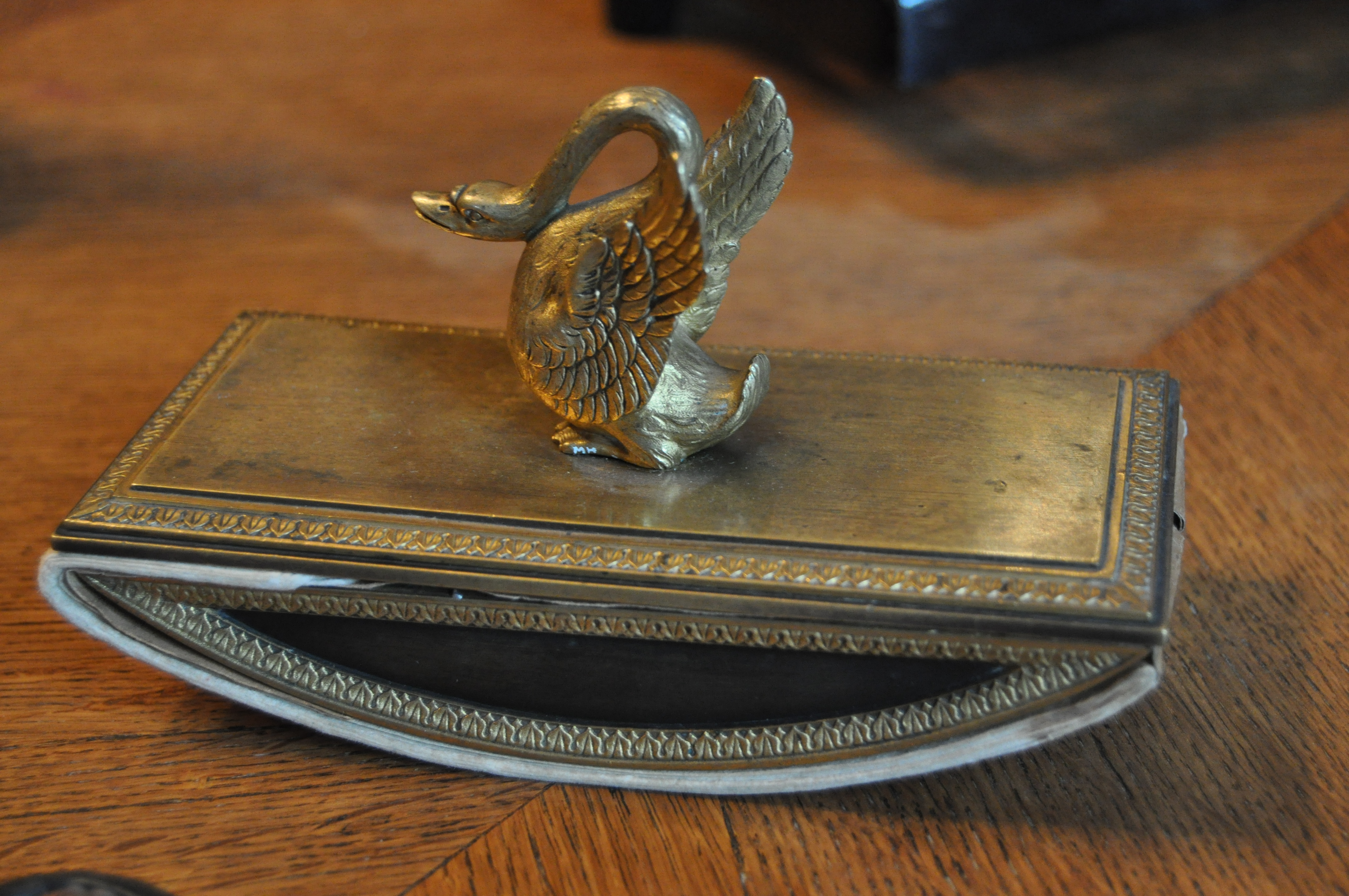
Un prespapier cu sugativă pe el

Un prespapier (din franceză presse-papier; presser — «a apăsa» și papier — «hârtie») este un accesoriu de birou, de o greutate anumită, destinat pentru a fi pus pe foi de hârtie pentru a evita împrăștierea lor.
Prespapierele, în general, sunt din sticlă, cristal, piatră sau metal, și pot fi de diferite forme. Prespapierele de asemenea sunt obiect frecvent de colecție, și sunt uneori utilizate ca obiect decorativ.

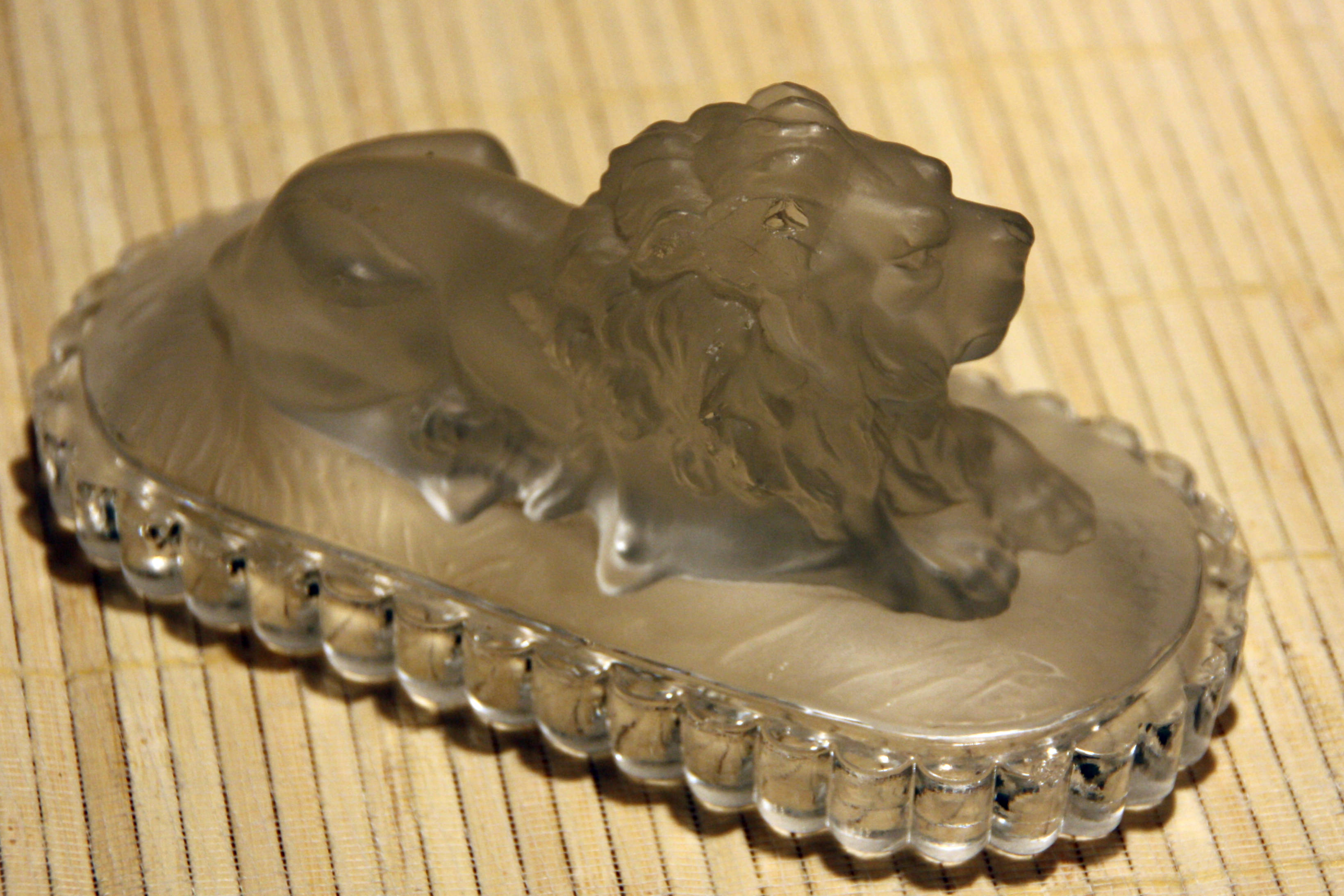
Prespapier din sticlă, în formă de sculptură a unui leu